# Shooting at the Moon
Shooting at the Moon è il secondo album del musicista inglese Kevin Ayers. Fu registrato tra l'aprile e il settembre del 1970, agli Abbey Road Studios di Londra, per poi essere pubblicato l'ottobre successivo.

## Tracce
Tutti i brani sono di Kevin Ayers.

### Lato A
1. May I? – 4:01
2. Rheinhardt & Geraldine/Colores Para Dolores – 5:41
3. Lunatics Lament – 4:53
4. Pisser Dans un Violon – 8:02

### Lato B
1. The Oyster and the Flying Fish – 2:37
2. Underwater – 3:54
3. Clarence in Wonderland – 2:06
4. Red Green and You Blue – 3:52
5. Shooting at the Moon – 5:53

### Bonus track (riedizione del 2003)
1. Gemini Child – 3:16
2. Puis Je? – 3:41
3. Butterfly Dance – 3:45
4. Jolie Madame – 2:26
5. Hat – 5:27

## Formazione
- Kevin Ayers - chitarre, basso, canto
- The Whole World:
  - Lol Coxhill - sassofono, zoblofono
  - David Bedford - organo, pianoforte, fisarmonica cromatica, marimbafono, chitarra
  - Mike Oldfield - chitarra, basso, canto
  - Mick Fincher - batteria, percussioni, bottiglie, posaceneri
- Bridget St John - canto in Jolie Madame
- The Whole World Chorus - canto